# Micpim be-Galil

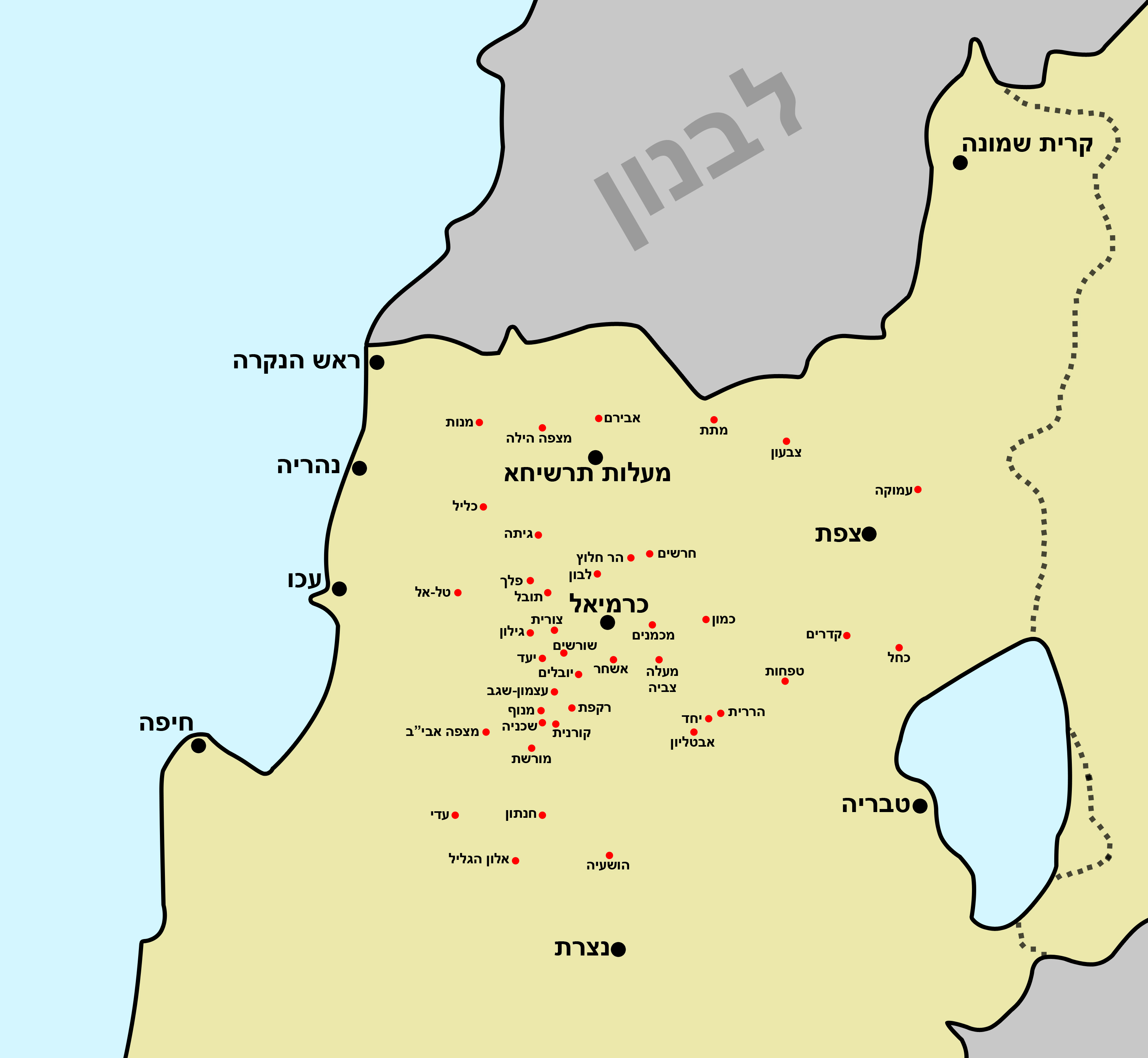
Mapa osad vzniklých v programu Micpim be-Galil

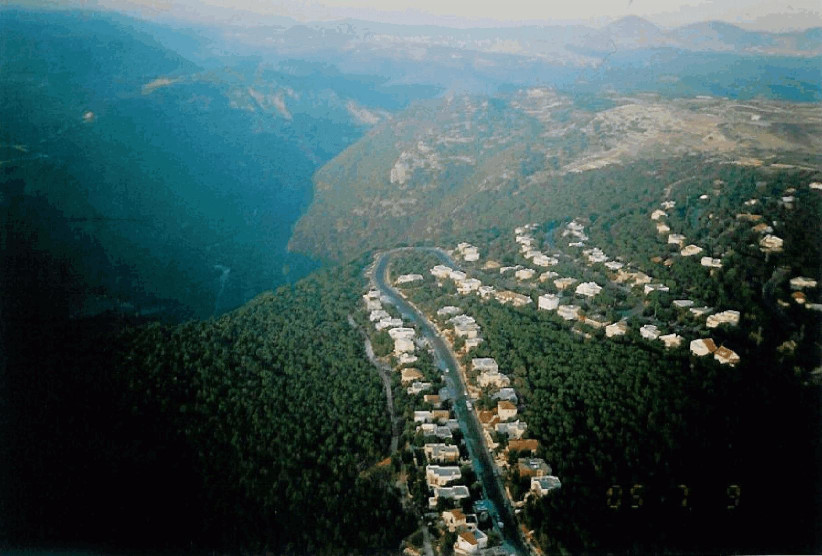
Vesnice Micpe Hila založená roku 1980

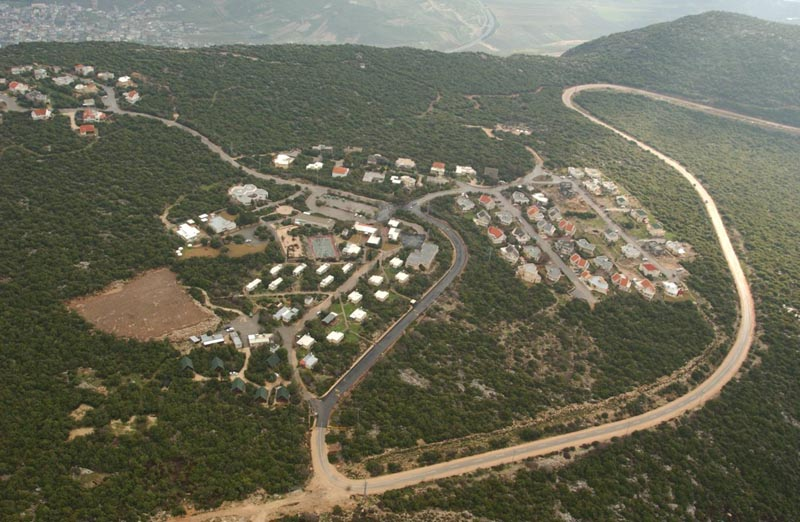
Vesnice Chaluc založená roku 1985

Micpim be-Galil neboli Galilejské vyhlídky (hebrejsky מצפים בגליל) byl program prováděný na přelomu 70. a 80. let 20. století izraelskou vládou Menachema Begina, na kterém spolupracovala Židovská agentura. Jeho cílem bylo v severním Izraeli , v Galileji, provést výstavbu nových židovských vesnic, čímž se měly posílit židovské demografické pozice v oblastech s dosavadní převahou izraelských Arabů.
Největší koncentrace vesnic zbudovaných v rámci programu Micpim be-Galil je v Oblastní radě Misgav. Z jejích 29 současných členských obcí obývaných Židy vzniklo v této době 28. Kromě mošavu Jodfat tak všechna venkovská sídla v tomto regionu vděčí za svůj vznik tomuto programu. Micpim be-Galil vyrůstaly i v Oblastní radě Ma'ale Josef v západní Galileji, kde vzniklo v letech 1979-81 sedm takovýchto vesnic (Abirim,Gita, Gornot ha-Galil, Matat, Micpe Hila, Manot a Lapidot). První z nich byla Matat (založena roku 1979). Roku 1981 už bylo takto celkem v Galileji založeno 26 nových osad.
Zřizování vesnic provázely ale protesty některých místních Arabů. Nedocházelo sice k vysidlování stávajících arabských obyvatel, ale nová židovská výstavba vyvolala v předstihu některé zábory zemědělských pozemků. 30. března 1976 se v severním Izraeli odehrávaly demonstrace v rámci takzvaného Dne půdy, jejichž výsledkem bylo 6 zabitých Arabů.